# ملعب أوغست ديلاون
ملعب اوغست ديلاون (بالإنجليزية: Stade Auguste Delaune)‏ هو ملعب كرة قدم متعدد الأغراض يقع في فرنسا، يتسع لـ 21,684 متفرج، هو الملعب الرسمي لنادي ستاد ريمس في مدينة رانس بفرنسا.

## التاريخ
افتتح الملعب في 2 يونيو من عام 1935، تم تجديده عام 1955، قاربت تكلفة إنشاء الملعب 60 مليون يورو.